# Regione di Sh2-254
La regione di Sh2-254 è un complesso di regioni H II situato a 2460 parsec (circa 8000 anni luce) di distanza dal sistema solare sul Braccio di Perseo, in corrispondenza della parte più meridionale dell'associazione Gemini OB1, nella costellazione di Orione; poiché però la distanza di quest'associazione OB non è nota con assoluta precisione, essendo variabile a seconda delle stime fra 1500 e 2000 parsec, la reale interazione della regione con quest'associazione non è certa.
La regione è composta da alcune nubi che otticamente si presentano di aspetto sferoidale e apparentemente slegate fra di loro, sebbene si trovino molto vicine l'un l'altra; le componenti più brillanti sono Sh2-255 e Sh2-257, cui si aggiunge Sh2-254, la più estesa e da cui prende il nome il complesso, e altre nubi minori. All'interno delle nubi della regione sono presenti dei fenomeni di formazione stellare, come testimoniato dalla presenza di diverse sorgenti di radiazione infrarossa e alcuni maser.

## Osservazione

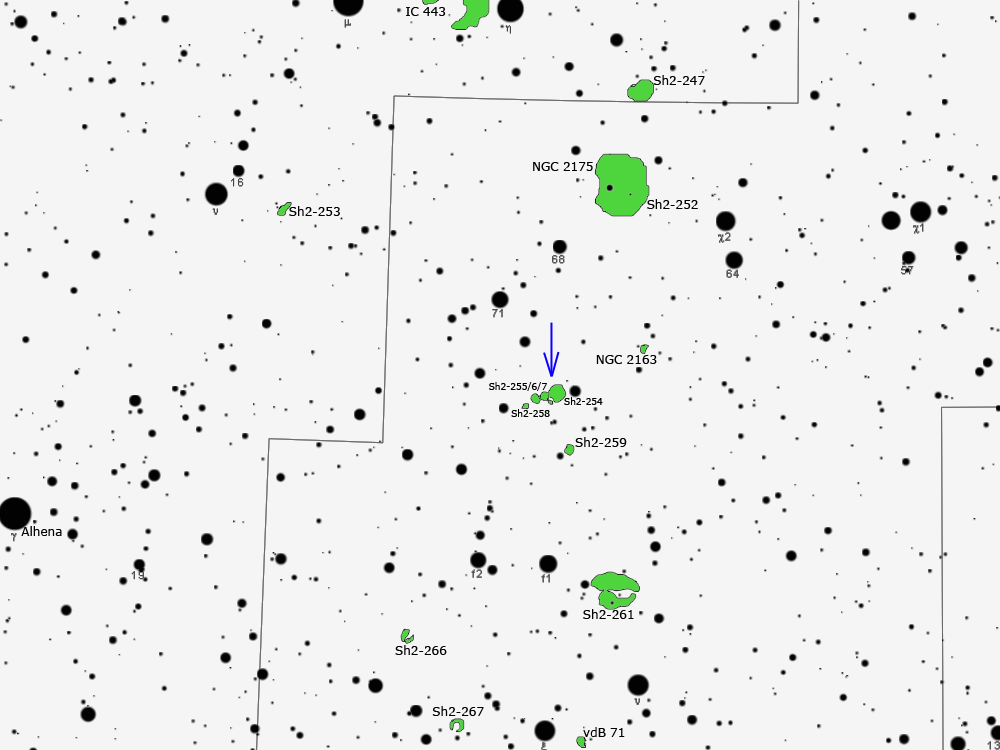
Mappa della regione di Sh2-254, con la stella Alhena sulla sinistra.

La regione nebulosa si osserva nella parte più settentrionale di Orione, in coincidenza del piano galattico, immersa in ricchi campi stellari; la sua posizione è individuabile circa 6° a WNW rispetto alla brillante stella Alhena (γ Geminorum), di magnitudine 1,9 e ben riconoscibile anche dalle aree urbane. Le componenti più luminose sono Sh2-256, nota anche come IC 2162, e Sh2-255, due nubi di forma sferoidale rivelabili con facilità in foto astronomiche a lunga posa riprese con ingrandimenti medio-alti. Le regioni nebulose circostanti, come l'estesa Sh2-254, che costituisce l'estremità più occidentale del complesso, appaiono molto più deboli e disperse, mentre le nubi minori, Sh2-257 e Sh2-258, sono di difficile individuazione.
Il complesso si trova nell'emisfero celeste boreale, a circa 6° dall'equatore celeste; ciò lo rende osservabile da tutte le regioni popolate della Terra, essendo visibile fino alle regioni interne del continente antartico, mentre si mostra circumpolare solo a pochi gradi dal polo nord. Il periodo più indicato per la sua osservazione nel cielo della sera corrisponde a quello tardo autunnale e invernale dell'emisfero boreale, quando si mostra alto sopra l'orizzonte meridionale; dall'emisfero australe appare invece alto nel cielo nelle notti dell'estate, in direzione dell'orizzonte nord.

## Struttura e fenomeni di formazione stellare
L'ambiente galattico in cui giacciono queste nebulose è quello del settore centrale intermedio del Braccio di Perseo; si trova al di là dell'associazione Gemini OB1, le cui stime di distanza sono comprese fra 1500 e 2000 parsec. Considerando una distanza di 2000 parsec per l'associazione, il complesso di Sh2-254 verrebbe a trovarsi in diretta interazione con la stessa associazione; al contrario, una distanza minore di Gemini OB1 implicherebbe probabilmente un'indipendenza dei due sistemi. L'ambiente in cui il complesso giace è apparentemente lo stesso della nebulosa Sh2-261, visibile poco più a sud, e del resto di supernova SNR G193.3-01.5, visibile fra Sh2-254 e Sh2-261; tuttavia, i tre oggetti sono completamente indipendenti, essendo Sh2-261 posta a circa 1000 parsec dal sistema solare, Sh2-254 a circa 2460 parsec e il resto di supernova a circa 3900 parsec. Uno dei segni più evidenti che fanno pensare a un'interazione fra i due sistemi è l'espansione della nube molecolare di Gem OB1, rappresentata da una struttura ad arco che si estende per circa 1,5° sul bordo sudorientale della regione che racchiude la regione di Sh2-254, la cui velocità radiale è pari a circa -12 km s−1.

La parte centrale della regione; la nube al centro è Sh2-257. All'estrema destra è visibile la stella HD 253247, responsabile della ionizzazione di Sh2-254. La nube a sinistra invece è Sh2-255, in cui ha sede la maggior parte dei fenomeni di formazione stellare attivi nel complesso nebuloso.

Le nebulose facenti parte del complesso appaiono otticamente separate l'una dall'altra, con un aspetto circolare e con al centro una stella responsabile della ionizzazione dei gas di ogni singola nube; la massa totale della regione nebulosa è di circa 27.000 masse solari. La più grande del complesso è quella che dà il nome al gruppo, Sh2-254; si tratta di una regione H II dall'aspetto apparentemente disperso e dalla forma sferica, ionizzata dalla stella blu di sequenza principale HD 253247 (BD+18°1123), di classe spettrale O9.5V e di magnitudine 9,82, apparentemente la più brillante della regione. L'emissione al 13CO, identificata dal Palomar Sky Survey, delimita i bordi della nube Sh2-254 ed è più forte fra questa e le altre nubi del complesso; inoltre, mentre le emissioni al 12CO sono distribuite in modo graduale e sfumato all'esterno delle regioni H II visibili otticamente, le emissioni 13CO evidenziano delle strutture filamentose di gas molecolare.
Sh2-257 è una delle nubi più brillanti della regione, la più vicina a Sh2-254; appare ionizzata da HD 253327, una stella azzurra di sequenza principale di classe B0V e di magnitudine 10,8, cui si aggiungono altre tre stelle di cui non è stata determinata la classe spettrale. ALS 19 è invece la responsabile della ionizzazione dei gas della nube Sh2-255, la più orientale delle due nubi più luminose della regione; si tratta di una gigante blu di classe B0III, avvolta nella nebulosità, che la oscura parzialmente, e con una magnitudine pari a 11,66. Le due regioni minori, Sh2-256 (posta fra Sh2-254 e Sh2-257) e Sh2-258, costituiscono una piccola parte ionizzata della nube molecolare oscura di cui l'intero complesso fa parte, e le cui stelle ionizzatrici non sono note con certezza.
La presenza di fenomeni di formazione stellare di epoca recente all'interno della regione è testimoniata dalla scoperta di alcuni ammassi aperti molto giovani e completamente avvolti dai gas, catalogati come [DB 2001] 30, [DB 2001] 31 and [DB 2001] 32 e individuati tramite il survey 2MASS. A questi si aggiunge un massiccio proto-ammasso contenente una brillante sorgente di radiazione infrarossa, visibile in particolare nel lontano infrarosso, catalogata come Sh2-255N e posta al centro di Sh2-255, che pare essere la nebulosa più attiva della regione; questa sorgente è composta di tre nuclei compatti, indicati come SMA1, SMA2 e SMA3, di massa compresa fra 6 e 35 masse solari e concentrati in uno spazio di 0,1-0,2 parsec. Sempre all'interno di Sh2-255 sono note altre sorgenti infrarosse, coincidenti con oggetti stellari giovani e stelle di pre-sequenza principale principalmente di piccola massa.
Più estensivamente, nell'intera regione nebulosa sono note 80 componenti stellari giovani e sorgenti infrarosse, fra cui spiccano 11 maser; alcuni di questi sono ad acqua, altri al CO e all'HCN, catalogati nel 1984. L'intero complesso nebuloso è anche identificato come Regione di formazione stellare Avedisova 1858.